# Deutsche Volleyball-Bundesliga 2002/03 (Frauen)
Die Saison 2002/03 der Volleyball-Bundesliga war die siebenundzwanzigste Ausgabe dieses Wettbewerbs. Der SSV Ulm Aliud Pharma wurde erstmals Deutscher Meister.

## Mannschaften
In dieser Saison spielten folgende zehn Mannschaften in der ersten Liga:
- VC Harlekin Augsburg
- Berlin-BVC 68
- Dresdner SC
- Phoenix Hamburg
- Bayer 04 Leverkusen
- USC Münster
- Schweriner SC
- VC Olympia Sinsheim
- SSV Ulm Aliud Pharma
- Rote Raben Vilsbiburg

Als Titelverteidiger trat der Schweriner SC an. Aus der zweiten Liga kamen der VC Harlekin Augsburg und der Berlin-BVC 68. Beim VC Olympia Sinsheim spielte die Juniorinnen-Nationalmannschaft „außer Konkurrenz“.

## Statistik

### Hauptrunde
|     | Verein       | Punkte | Sätze |
| --- | ------------ | ------ | ----- |
| 1.  | Münster      | 32:4   | 49:21 |
| 2.  | Hamburg      | 30:6   | 49:21 |
| 3.  | Ulm          | 28:8   | 49:20 |
| 4.  | Schwerin (M) | 22:14  | 40:27 |
| 5.  | Dresden (P)  | 18:18  | 38:32 |
| 6.  | Vilsbiburg   | 16:20  | 38:36 |
| 7.  | Leverkusen   | 16:20  | 28:36 |
| 8.  | Sinsheim (S) | 10:26  | 20:44 |
| 9.  | Augsburg (N) | 8:28   | 19:43 |
| 10. | Berlin (N)   | 0:36   | 4:54  |

|    | Verein     | Punkte | Sätze |
| -- | ---------- | ------ | ----- |
| 1. | Ulm        | 46:10  | 77:30 |
| 2. | Münster    | 44:12  | 73:38 |
| 3. | Hamburg    | 42:14  | 71:41 |
| 4. | Schwerin   | 30:26  | 56:48 |
| 5. | Dresden    | 24:32  | 54:57 |
| 6. | Vilsbiburg | 20:36  | 50:61 |

|     | Verein     | Punkte | Sätze |
| --- | ---------- | ------ | ----- |
| 7.  | Leverkusen | 28:20  | 46:39 |
| 8.  | Augsburg   | 14:34  | 33:55 |
| 9.  | Sinsheim   | 14:34  | 29:58 |
| 10. | Berlin     | 2:46   | 9:71  |

|     | Teilnehmer Meisterrunde   |
| (M) | Deutscher Meister 2002/03 |
| (P) | DVV-Pokal-Sieger 2002/03  |
| (N) | Aufsteiger                |
| (S) | Sonderspielrecht          |